# (35092) 1990 WK6
(35092) 1990 WK6 es un asteroide perteneciente al cinturón de asteroides descubierto el 21 de noviembre de 1990 por Eric Walter Elst desde el Observatorio de La Silla, Chile.

## Designación y nombre
Designado provisionalmente como 1990 WK6.

## Características orbitales
1990 WK6 está situado a una distancia media del Sol de 2,344 ua, pudiendo alejarse hasta 2,687 ua y acercarse hasta 2,000 ua. Su excentricidad es 0,146 y la inclinación orbital 7,104 grados. Emplea 1310,82 días en completar una órbita alrededor del Sol.

## Características físicas
La magnitud absoluta de 1990 WK6 es 14,9. Tiene 2,961 km de diámetro y su albedo se estima en 0,221. 